# Yasunori Mitsuda
Yasunori Mitsuda (光田 康典), född 21 januari 1972, är en japansk tonsättare och musiker, främst känd för sin TV-spelsmusik.

## Biografi
Mitsuda föddes i Tokuyama (nuvarande Shūnan, Yamaguchi prefektur, Japan, och växte upp i Kumage. Som barn tog han pianolektioner, men var mer intresserad av sport, varför han aldrig tog musiken på allvar. Han lärde sig också tidigt programmering, och lärde sig själv att programmera enkla spel och enkel musik. Efter en tillfällig förälskelse i sporten golf, återupptäckte Mitsuda musiken under högstadiet, och inspirerades av sountrack till filmer såsom Blade Runner och av kompositörer såsom Henry Mancini.
Efter högstadiet flyttade Mitsuda till Tokyo och skrev in sig på Junior College of Music. Mitsuda fick där ofta hjälpa professorerna, som själva ofta var praktiserande musiker, med att bära utrustning inför konserter, vilket ledde till att Mitsuda fick en direkt inblick i den japanska musikvärlden.
En av hans lärare hade jobbat med TV-spel, och visade Mitsuda en platsannons för spelutvecklaren SquareSofts musikavdelning. Mitsuda skickade en demo, och kallades till jobbintervju. Trots att intervjun enligt Mitsuda själv ska ha gått extremt dåligt blev han anställd i april 1992.
Trots att hans officiella titel var "kompositör" arbetade han mer som ljudingenjör, som innebär att man arbetar om andras kompositioner till att passa teknologin dessa måste anpassa sig efter. 1995 gav han slutligen Squaresofts vice-VD Hironobu Sakaguchi ett ultimatum: att låta honom komponera musik själv, annars skulle han sluta. Sakaguchi placerade honom i musikteamet som arbetade med Chrono Trigger. Mitsuda komponerade sedan majoriteten av låtarna för spelet under kontroll av veterankompositören Nobuo Uematsu.
Chrono Trigger-soundtracket blev extremt populärt bland fans, och Mitsuda gjorde musik till fyra spel till hos SquareSoft, det sista blev Xenogears 1998. Efter detta började han frilansa, även om han även arbetade med uppföljaren till Chrono Trigger, Chrono Cross. Han har också släppt icke-spelrelaterad musik, exempelvis albumet Sailing to the World.

## Musikstil och influenser
Yasunori Mitsudas musik visar ofta starka keltiska influenser, vilket speciellt visar sig i Chrono Cross-soundtracket, under exempelvis låtar som "Another Termina" och "The Dream Starts", och även i hans arrangeradeXenogears-album, Creid.
Mitsuda har alltid sett populär filmmusik som en stark influens, vilket är speciellt tydligt i olika stridsmusikteman, exempelvis "The Brink of Death", vilken används både i Radical Dreamers och Chrono Cross. Huvudtemat från Chrono Trigger är ett annat exempel på hans filmiska sida.

## Spel- och diskografi

### Ljuddesigner
- Mix Beat Attractions (1991)
- Wolf Team Co., Ltd (1991)
- Half Boiled Hero (1992)
- Final Fantasy V (1992)
- Secret of Mana (1993)
- Romancing SaGa 2 (1993)

### Originalsoundtrack
- Chrono Trigger (1995)
- Radical Dreamers (1995)
- Front Mission: Gun Hazard (1996) (med Nobuo Uematsu)
- Tobal No. 1 (1996) (med Masashi Hamauzu, Junya Nakano, Yasuhiro Kawami, Kenji Ito, Noriko Matsueda, Ryuji Sasai, och Yoko Shimomura)
- Xenogears (1998)
- Mario Party (1998)
- Bomberman 64 2 (1999)
- Chrono Cross (1999)
- Shadow Hearts (2001)
- Tsugunai (2001)
- Legaia 2: Duel Saga (2002)
- Xenosaga Episode I (2002)
- Shadow Hearts: Covenant (2003)
- Hako no Niwa (2004)
- Inazuma Eleven (2008)

### Annat
- Xenogears: Creid (1998)
- Street Fighter Zero 3 Drama Album (1999)
- Biohazard 2 Drama Album: Sherry (1999)
- Biohazard 2 Drama Album: Ada (1999)
- 2197 (one song) (1999)
- Ten Plants (one song) (1999)
- Square Vocal Collection (three songs) (2001)
- Sailing to the World (2002)
- Hako no Niwa (2004)
- kiRite (2005) (med Masato Kato)